# ژرژ ناگلمکرس
ژرژ ناگلمکرس (انگلیسی: Georges Nagelmackers; ۲۴ ژوئن ۱۸۴۵ – ۱۰ ژوئیهٔ ۱۹۰۵) سوارکار اهل بلژیک بود.